# Marie-Noëlle Battistel
Marie-Noëlle Battistel (geboren am 20. August 1956 in Grenoble (Isère)) ist eine französische Politikerin.

## Politische Laufbahn
1995 wurde sie in den Gemeinderat von La Salle-en-Beaumont gewählt. Drei Jahre später wurde sie Bürgermeisterin. Aufgrund des Gesetzes über das Verbot der Kumulierung von Mandaten hat sie dieses Amt seit 2017 nicht mehr inne.
2007 wurde sie von Didier Migaud, dem sozialistischen Abgeordneten des 4. Wahlkreises des Departements Isère gebeten, bei der Parlamentswahl als seine Stellvertreterin zu kandidieren.
2010 wurde sie auf der von Jean-Jack Queyranne angeführten Liste zur Regionalrätin der Region Rhône-Alpes gewählt.
Nach dem Rücktritt von Didier Migaud, der am 23. Februar 2010 von Nicolas Sarkozy zum Leiter des Rechnungshofs ernannt wurde, wurde sie von der PS als Kandidatin für seine Nachfolge ausgewählt.
Am 6. Juni 2010 wurde sie im zweiten Wahlgang der Parlamentsnachwahl mit 58,38 % der Stimmen zur Abgeordneten gewählt.
Ihre Wiederwahl erfolgte am  17. Juni 2012 und am 18. Juni 2017 eine erneute Wiederwahl. Der von ihr vertretene Wahlkreis, der 4. im Département Isère, war der einzige, der nicht von la République en Marche erobert wurde.
Sie engagierte sich besonders gegen die Öffnung der Wasserkraftkonzessionen für den Wettbewerb; bereits 2013 unterzeichnete sie einen parlamentarischen Bericht zu diesem Thema. 2018 berichtete Contexte: „Sie scheint viele ihrer Kollegen, die neu in diesem Thema sind, überzeugt zu haben“.
Im Mai 2022 wurde sie von der sozialistischen Partei  für das Parteienbündnis Nouvelle Union populaire écologique et sociale im vierten Wahlkreis des Departements Isère nominiert. Ihre Kandidatur war erfolgreich.

## Mandate

### Kommunalpolitik
- 1995 bis 1998: Gemeinderätin in La Salle-en-Beaumont
- 1998 bis 2017: Bürgermeisterin von La Salle-en-Beaumont (300 Einwohner)

### Regionalpolitik
- 2010 bis 2011: Regionalrätin der Region Rhône-Alpes

### Mandate im nationalen Rahmen
- Seit dem 7. Juni 2010: Abgeordnete im 4. Wahlkreis des Département Isère
- Wiederwahl am 18. Juni 2017.